# Sophie
Sophie of Sofie is een meisjesnaam en is een variant van Sophia. Deze naam komt van het Griekse woord sophia (σοφια), dat "wijsheid" betekent. De naam wordt soms afgekort tot Soof, Fie en Fietje. In sommige culturen wordt ook Saf of Safke gebruikt.

## Populariteit in Nederland
Onderstaande aantallen komen uit de gegevens van het Meertens Instituut (tot 2016) en de Sociale Verzekeringsbank (SVB) (vanaf 2016). De twee organisaties komen op verschillende manieren aan hun gegevens, wat tot kleine verschillen kan leiden. Voor 2016 overlappen de tellingen. Meertens komt in dat jaar op 657 Sophies, de SVB op 644. Voor Sofie is dat 319 en 317.
Zowel Meertens als de SVB tellen de naamgevingen bij geboortes in Nederland. Meertens tekent wel aan dat de varianten Sophie, Sofie, Sophia en Sofia ook voorkomen bij geboorten in Duitsland. Bij Sofia worden verder nog de Sovjet-Unie, Griekenland en Somalië als herkomstlanden gegeven.

### Sophia, Sofia
In Nederland was de variant Sophia gangbaar. Deze werd van 1880 tot 1955 jaarlijks minstens tweehonderd keer aan een meisje werd gegeven, in sommige jaren meer dan driehonderd keer. Rond 1980 was dat gezakt naar minder dan honderd per jaar, daarna is het weer toegenomen tot boven de tweehonderd in de jaren 2010. Tegelijk steeg ook de populariteit van de variant Sofia, naar 307 keer in 2016.

### Sophie, Sofie
De populariteit van de varianten Sophie en Sofie bij geboorten is na 1970 begonnen: voor die tijd kwamen de varianten samen minder dan dertig keer per jaar voor. In 1973 begon voor Sophie een aanhoudende stijging die met uitzondering van 1981 doorging tot 1999: van 17 naar 557 in Nederland geboren meisjes. In 1984 werd de naam voor het eerst meer dan honderd keer gegeven. De top was in 2014: 826 meisjes krijgen deze naam.
De variant Sofie begon in dezelfde tijd populairder te worden, maar de aantallen waren lager dan voor Sophie. De stijging ging door tot 2014, maar werd in sommige jaren onderbroken. In 1997 werd de naam Sofie voor het eerst meer dan honderd keer gegeven. De top lag op 382 keer in 2014.

### Top 5
In 2015 was Sophie in populariteit de derde meisjesnaam van Nederland, na Emma en Julia. Voor de jaren daarna geeft onderstaande tabel de rangorde en aantallen van de top vijf:
| 2016   | 2016 | 2017   | 2017 | 2018   | 2018 | 2019   | 2019 | 2020   | 2020 |
| ------ | ---- | ------ | ---- | ------ | ---- | ------ | ---- | ------ | ---- |
| naam   | #    | naam   | #    | naam   | #    | naam   | #    | naam   | #    |
| Anna   | 665  | Emma   | 755  | Julia  | 797  | Emma   | 731  | Emma   | 685  |
| Emma   | 664  | Tess   | 734  | Emma   | 704  | Mila   | 671  | Julia  | 665  |
| Tess   | 664  | Sophie | 709  | Sophie | 677  | Sophie | 645  | Mila   | 665  |
| Sophie | 644  | Julia  | 696  | Tess   | 669  | Zoë    | 644  | Tess   | 660  |
| Julia  | 639  | Anna   | 595  | Zoë    | 659  | Julia  | 630  | Sophie | 647  |

## Bekende naamdraagsters

### Sophie
- Sophie, Brits zangeres, dj en muziekproducente die deze naam aangenomen heeft
- Sophie Scholl, Duits studente en verzetsstrijdster in de Tweede Wereldoorlog
- Sophie van Beieren, vrouw van Frans Karel van Oostenrijk
- Sophie Chotek, hertogin von Hohenberg
- Sophie Ellis-Bextor, Brits zangeres
- Sophie B. Hawkins, Amerikaans zangeres
- Sophie Hermans, Nederlands politica
- Sophie Hilbrand, Nederlands actrice en presentatrice (BNN)
- Sophie von La Roche, Duits schrijfster
- Sophie van Pruisen, Pruisisch prinses
- Sophie Rhys-Jones, echtgenote van de Engelse prins Edward van Edinburgh
- Sophie Redmond, Surinaams arts en actrice
- Sophie Tassignon, Belgisch jazz- en improvisatiemuzikant en songwriter
- Sophie van Saksen, Duits prinses
- Sophie Verhoeven, Nederlands presentatrice
- Sophie van Württemberg, koningin der Nederlanden
- Sophie De Wit, Belgisch politica

### Sofie
- Sofie van den Enk, Nederlandse presentatrice (KRO)
- Sofie De Moor, Belgisch schrijfster
- Sofie Engelen, Belgische presentatrice (TMF)
- Sofie Verbruggen, Belgische zangeres

## Fictieve naamdraagsters
- Het boek De wereld van Sofie van Jostein Gaarder
- Het lied Sophietje van Johnny Lion
- De dichtbundel Sophie van Virginie Loveling
- De verkeerslichten in Amersfoort en Utrecht; deze tonen een vrouwtje voor dat Sofie wordt genoemd
- Sofie van Samson en Gert, het nichtje van Meneer de burgemeester
- Sediment Or Fauna Incubation Experiment (SOFIE). Meetsysteem voor chemische speciatie in water-sediment overgangen
- Sophie Karapolie (Frans: Sophie Karamazout) uit de stripreeks Sophie van Jidéhem
- Kleine Sofie en Lange Wapper, het meisje Sofie is ziek en sterft, in een kinderboek van Els Pelgrom en Thé Tjong-Khing

## Overige naamdragers
- Het filosofische magazine Soφie

- Sophie
- Sophie's Choice
- Sophie's Choice (film)
- Sophie's Choice (roman)
- Sophie's Web
- Sophie's choice
- Sophie's choice (film)
- Sophie-Beatrix
- Sophie-Beatrix van Frankrijk
- Sophie-Charlotte-Platz
- Sophie-Charlotte-Platz (metrostation)
- Sophie-Germain priemgetal
- Sophie-Louise-Zoe de Feltz
- Sophie-Louise-Zoé de Feltz
- Sophie-kinsella
- Sophie & Jeroen
- Sophie & Magaly
- Sophie (Nederland)
- Sophie (Samson en Gert)
- Sophie (Sophia) Marx (Schmalhausen)
- Sophie (musicus)
- Sophie (muzikante)
- Sophie (stripreeks)
- Sophie Adelheid in Beieren
- Sophie Adenot
- Sophie Alouf-Bertot
- Sophie Alour
- Sophie Anderson
- Sophie Apenes
- Sophie Arnold-Zurbrügg
- Sophie Auguste van Holstein-Gottorp
- Sophie B. Hawkins
- Sophie Beatrix
- Sophie Beatrix van Frankrijk
- Sophie Beau
- Sophie Binet
- Sophie Blanchard
- Sophie Boilley
- Sophie Bongers
- Sophie Bouquet
- Sophie Bray
- Sophie Bronsveld-Vitringa
- Sophie Brouhon
- Sophie Bukovec
- Sophie Caldwell
- Sophie Caldwell Hamilton
- Sophie Calle
- Sophie Capewell
- Sophie Carle
- Sophie Chang
- Sophie Charlotte
- Sophie Charlotte Auguste
- Sophie Charlotte Auguste in Beieren
- Sophie Charlotte Cornelie Bronsveld
- Sophie Charlotte Cornelie Bronsveld-Vitringa
- Sophie Charlotte Cornelie Vitringa
- Sophie Charlotte van Hannover
- Sophie Charlotte van Oldenburg
- Sophie Chotek
- Sophie Cluzel
- Sophie Cobussen
- Sophie Coignard
- Sophie Coleman
- Sophie Commenge
- Sophie Cookson
- Sophie Cross
- Sophie Dahl
- Sophie De Boer
- Sophie De Schaepdrijver
- Sophie De Wit
- Sophie Decleir
- Sophie Dedekam
- Sophie Derkzen
- Sophie Deroisin
- Sophie Desmarets
- Sophie Dewaele
- Sophie Dodemont
- Sophie Drossaers
- Sophie Duinker-Molendijk
- Sophie Dutordoir
- Sophie Edington
- Sophie Elisabeth Prinz von Bayern
- Sophie Elisabeth in Beieren
- Sophie Elisabeth van Beieren
- Sophie Elisabeth van Saksen
- Sophie Ellis-Bextor
- Sophie Ellis Bextor
- Sophie Fafchamps
- Sophie Ferguson
- Sophie Ferracci
- Sophie Francis
- Sophie Francis Cooke
- Sophie Frankenmolen
- Sophie Fredericka van Oostenrijk
- Sophie Fredericke Dorothea van Oostenrijk
- Sophie Frederika Dorothea van Oostenrijk
- Sophie Freud
- Sophie Garel
- Sophie Gay
- Sophie Gengembre Anderson
- Sophie Germain
- Sophie Germainpriemgetal
- Sophie Gierts
- Sophie Gustafson
- Sophie Haemmerli-Marti
- Sophie Hanagarth
- Sophie Hannah
- Sophie Hansen
- Sophie Hansson
- Sophie Hecquet
- Sophie Hediger
- Sophie Hedwig van Brunswijk-Wolfenbuttel
- Sophie Hedwig van Brunswijk-Wolfenbüttel
- Sophie Helena Beatrijs van Frankrijk
- Sophie Hermans
- Sophie Heymann
- Sophie Hijlkema
- Sophie Hilbrand
- Sophie Holten
- Sophie Hoppener
- Sophie Hosking
- Sophie Hupkens
- Sophie Höppener
- Sophie Jacoba Wilhelmina Grothe
- Sophie Kassies
- Sophie Kinsella
- Sophie Koehler-van Dijk
- Sophie Kohler
- Sophie Kohler-van Dijk
- Sophie Koner
- Sophie Kraaijeveld
- Sophie Kumpen
- Sophie Köhler
- Sophie Köhler-van Dijk
- Sophie La Roche
- Sophie Langeveld
- Sophie Lavaux
- Sophie Lecron
- Sophie Lefevre
- Sophie Lefèvre
- Sophie Letcher
- Sophie Limauge
- Sophie Lothaire
- Sophie Louise van Mecklenburg-Schwerin
- Sophie Magdalene van Brandenburg-Kulmbach
- Sophie Marceau
- Sophie Margaretha Cornelia van Wermeskerken
- Sophie Margaretha Cornelia van Wermeskerken-Junius
- Sophie McShera
- Sophie Mengoni
- Sophie Milliet
- Sophie Milzink
- Sophie Monk
- Sophie Monkou-Redmond
- Sophie Moresse-Pichot
- Sophie Moressée-Pichot
- Sophie Mountbatten-Windsor
- Sophie Mousel
- Sophie Muir
- Sophie Muller
- Sophie Nachtigall
- Sophie Nijman
- Sophie Noordermeer
- Sophie Nélisse
- Sophie Offermans-van Hove
- Sophie Okonedo
- Sophie Oluwole
- Sophie Ousri
- Sophie Pecriaux
- Sophie Philippine van Frankrijk
- Sophie Piccard
- Sophie Piest-Westenbroek
- Sophie Pieterson
- Sophie Podolski
- Sophie Polkamp
- Sophie Proost
- Sophie Pécriaux
- Sophie Redmond
- Sophie Redmond-Monkou
- Sophie Redmondstraat
- Sophie Reimers
- Sophie Reynolds
- Sophie Rhys-Jones
- Sophie Rodriguez
- Sophie Rohonyi
- Sophie Rois
- Sophie Román Haug
- Sophie Rosenthal-May
- Sophie Rostopchine
- Sophie Rundle
- Sophie Sandolo
- Sophie Schmidt
- Sophie Scholl
- Sophie Scholl - die letzten Tage
- Sophie Schut
- Sophie Schwartz
- Sophie Skelton
- Sophie Souwer
- Sophie Stein
- Sophie Straat
- Sophie Taeuber-Arp
- Sophie Tamiko Oda
- Sophie Tassignon
- Sophie Taylor
- Sophie Theodora van Castell-Remlingen
- Sophie Thornhill
- Sophie Thémont
- Sophie Traub
- Sophie Tucker
- Sophie Turner
- Sophie Turner (actrice)
- Sophie Turner (model)
- Sophie Veldhuizen
- Sophie Vercruyssen
- Sophie Verhoeven
- Sophie Verlinden
- Sophie Von Berswordt
- Sophie W. A. Wichers
- Sophie Walker
- Sophie Ward
- Sophie Warny
- Sophie Weidauer
- Sophie Westenbroek
- Sophie Wichers
- Sophie Wilde
- Sophie Wilmes
- Sophie Wilmès
- Sophie Wilson
- Sophie Winkleman
- Sophie Wright
- Sophie Xeon
- Sophie Zijlstra
- Sophie Zubiolo
- Sophie and the Giants
- Sophie anderson
- Sophie de Boer
- Sophie de Bourtzoff
- Sophie de Condorcet
- Sophie de Feltz
- Sophie de Grouchy
- Sophie de Lint
- Sophie de Schaepdrijver
- Sophie de Vries-de Boer
- Sophie der Nederlanden
- Sophie en Co
- Sophie en Donald Mac Donald
- Sophie en de KA-straal
- Sophie en de adem van de draak
- Sophie en de kroon van Quitl Watnlawatl
- Sophie en de vier seizoenen
- Sophie en douanier Schilder
- Sophie en douanier schilder
- Sophie en het pratende blok
- Sophie en inspecteur Ceris
- Sophie holten
- Sophie in 't Veld
- Sophie in Beieren
- Sophie in Beieren (1847-1897)
- Sophie in Beieren (1967)
- Sophie in ‘t Veld
- Sophie te Brake
- Sophie turner
- Sophie van Baden
- Sophie van Beieren
- Sophie van Biene
- Sophie van Bijsterveld
- Sophie van Bourbon
- Sophie van Brandenburg
- Sophie van Gestel
- Sophie van Griekenland
- Sophie van Griekenland en Denemarken
- Sophie van Hohenberg
- Sophie van Hove
- Sophie van Leeuwen
- Sophie van Liechtenstein
- Sophie van Luxemburg
- Sophie van Merenberg
- Sophie van Oers
- Sophie van Oldeneel tot Oldenzeel
- Sophie van Oostenrijk
- Sophie van Oranje-Nassau
- Sophie van Orléans
- Sophie van Pruisen
- Sophie van Saksen
- Sophie van Saksen-Coburg-Saalfeld
- Sophie van Schoenburg-Waldenburg
- Sophie van Schonburg-Waldenburg
- Sophie van Schönburg-Waldenburg
- Sophie van Solms-Laubach
- Sophie van Spanje
- Sophie van Vugt
- Sophie van Waldeck-Pyrmont
- Sophie van Winden
- Sophie van Wuerttemberg
- Sophie van Wurtemberg
- Sophie van Wurttemberg
- Sophie van Württemberg
- Sophie van de Palts
- Sophie van der Does de Willebois
- Sophie van der Meer
- Sophie van der Stap
- Sophie van oers
- Sophie von Berswordt
- Sophie von Dönhoff
- Sophie von La Roche
- Sophie von Weiler
- Sophiedela
- Sophiekerk
- Sophiekerk (Berlijn)
- Sophiella
- Sophienhamm
- Sophienhof
- Sophienholz
- Sophietje
- Sophietje (Johnny Lion)
- Sophietje (lied)
- Sophietje (nummer)
- Sophietje (single)
- Sophietje (single van Johnny Lion)

- Sofie
- Sofie (Samson en Gert)
- Sofie (verkeer)
- Sofie (verkeerslicht)
- Sofie Antoinette van Brunswijk
- Sofie Antoinette van Brunswijk-Wolfenbuettel
- Sofie Antoinette van Brunswijk-Wolfenbuttel
- Sofie Antoinette van Brunswijk-Wolfenbüttel
- Sofie Bracke
- Sofie Bredgaard
- Sofie Claerhout
- Sofie Daelemans
- Sofie Daendliker
- Sofie De Caigny
- Sofie De May
- Sofie De Mey
- Sofie De Moor
- Sofie De Saedelaere
- Sofie De Vuyst
- Sofie Decleir
- Sofie Dokter
- Sofie Dumont
- Sofie Engelen
- Sofie Gallein
- Sofie Geutjens
- Sofie Gierts
- Sofie Goffin
- Sofie Goos
- Sofie Goossens
- Sofie Grabol
- Sofie Gråbøl
- Sofie Hagen
- Sofie Haugen
- Sofie Hawinkel
- Sofie Hendrickx
- Sofie Hilbrand
- Sofie Hooghe
- Sofie Hupkens
- Sofie Jaeken
- Sofie Joan Wouters
- Sofie Joosen
- Sofie Juarez
- Sofie Juárez
- Sofie Karoline Haugen
- Sofie Krehl
- Sofie Lachaert
- Sofie Lauwers
- Sofie Lemaire
- Sofie Lenaerts
- Sofie Letitre
- Sofie Lundgaard
- Sofie Merckx
- Sofie Mertens
- Sofie Mileau
- Sofie Mora
- Sofie Muller
- Sofie Nielander
- Sofie Oosterwaal
- Sofie Pintens
- Sofie Rozendaal
- Sofie Rubbrecht
- Sofie Schoenmaekers
- Sofie Selberg
- Sofie Staelraeve
- Sofie Svava
- Sofie Truyen
- Sofie Valkiers
- Sofie Van Accom
- Sofie Van Houtven
- Sofie Van Moll
- Sofie Van de Velde
- Sofie Vanrafelghem
- Sofie Vendelbo
- Sofie Verbruggen
- Sofie Vermeer
- Sofie Zdebel
- Sofie hawinkel
- Sofie van Holstein-Gottorp
- Sofie van Hooren
- Sofie van Nassau-Weilburg
- Sofie van Rooijen
- Sofie van Sleeswijk-Holstein-Gottorp
- Sofie van Spanje
- Sofie van Zweden
- Sofie van Zweden (1801-1856)
- Sofie van den Enk
- Sofiekruid
- Sofienbergkerk
- Sofienbergpark
- Sofiero Original